# 高砂丸
高砂丸是大阪商船的客貨船，名稱取自於台灣舊名「高砂」。

## 概要

### 台灣航線的歷史
甲午戰爭結束後，大阪商船迅速考慮開闢一條來往台灣的路線，並派遣員工到達，並增加了資本以為開闢路線做準備，因此向台灣總督府方提交了開線申請。最終總督府則下令在明治29年（1896年）4月17日補助大阪商船，命令其開設神戶基隆間的命令航路，由神戶出發，經由鹿兒島、沖繩等地到基隆，而大阪商船則引入大型通客貨船，供連結日本內地與台灣的海運航線使用。

### 建造
繼1933年，首艘帝國針對台灣航線而自行建造的純國產船舶高千穗丸服役之後，為了提供更好的服務，大阪商船在1937年（昭和12年）再次向三菱重工業長崎造船訂購了全新的客貨輪—「高砂丸」，這是當時神戶—基隆航路中最新、最大型也是航速最高的船隻，船隻全長150公尺、排水量9,315噸，最高航速更達到20.2節，設計者同由和辻春樹設計。
相較於高千穗丸，高砂丸不僅提高了船艏的傾斜角度以減少阻力，雙煙囪的外型更是它與其他船隻差異最大之處，自1937年5月20日處女航以來，高砂丸即服務於神戶─基隆航線，每月3班往返。

### 第二次世界大戰
歸因船舶運營會成立。大阪商船的神戸・基隆直航則交由運營會移管，1941年（昭和16年）11月，高砂丸被日本海軍徵用，成為台灣與日本間的軍用運輸船隻，提供每個月三個往復的海運服務。隔年則加入日本聯合艦隊，陸續參與各個大小戰役，並開始擔任重要的醫療船任務。

### 遣返時代
1945年（昭和20年）日本投降後，倖存的高砂丸與另一艘客貨輪「興安丸」成為復員輸送艦，一同在中國及蘇聯等地，負責進行各個日本兵員與僑胞的「日僑遣送」任務，直到1953年（昭和28年）遣返任務結束後停泊在廣島因島沖，1956年（昭和31年）出售給名村造船所，並在同年3月23日在大阪堺港解體拆除。

## 高砂丸題材的作品
- 《海角七號》（魏德聖導演、2008年）

(電影中登場的高砂丸，依其外型應為大阪商船內台航路橫濱─高雄航線的客貨船「高雄丸」）

## 関連項目
- 冰川丸
- 朝日丸
- 高千穗丸